# 4e régiment d'artillerie coloniale
Le 4e régiment d'artillerie coloniale, ou 4e régiment d'artillerie de marine, était une unité de l'armée de terre française, de l'artillerie de marine.

## Création et différentes dénominations
- Le 1er avril 1900 création du Régiment d'Artillerie de Marine d'Indochine.
- Le 1er janvier 1901 il devient Régiment d'Artillerie Coloniale de l'Indochine.
- Le Régiment d'Artillerie Coloniale de l'Indochine est dédoublé en Régiment d'Artillerie Coloniale du Tonkin et Régiment d'Artillerie Coloniale de Cochinchine.
- Le 1er avril 1904 il devient le 4e régiment d'artillerie coloniale par changement d'appellation (Régiment d'Artillerie Coloniale du Tonkin).
- Le 31 mai 1955 dissolution.
- Le 1er septembre 1956 recréation par changement du 205eB.I. devient 1er groupe du 4eR.A.C.
- Le 1er décembre 1958 il redevient 4e régiment d'artillerie de marine.
- Le 31 décembre 1962 dissolution du 4e R.A.Ma.

## Historique des garnisons, campagnes et batailles du4eR.A.C

### Jusqu'à la Première Guerre mondiale
En 1904 le régiment le 4e R.A.C la 1re formation est implanté à Hanoi, Lạng Sơn, Đáp Cầu, Hải Phòng.

### La Première Guerre mondiale
Au Tonkin. Le 4e régiment d’artillerie coloniale à Hanoi (cinq batteries dont deux montées) et la 6e compagnie mixte d'ouvriers à Hanoi.
- En 1918, Une batterie de 75 constituée avec des éléments des 4e Régiment d’Artillerie Colonial et 5e Régiment d’Artillerie Coloniale forme un élément du Bataillon colonial sibérien qui lutte contre les Bolcheviks en Sibérie.

### L'entre-deux-guerres

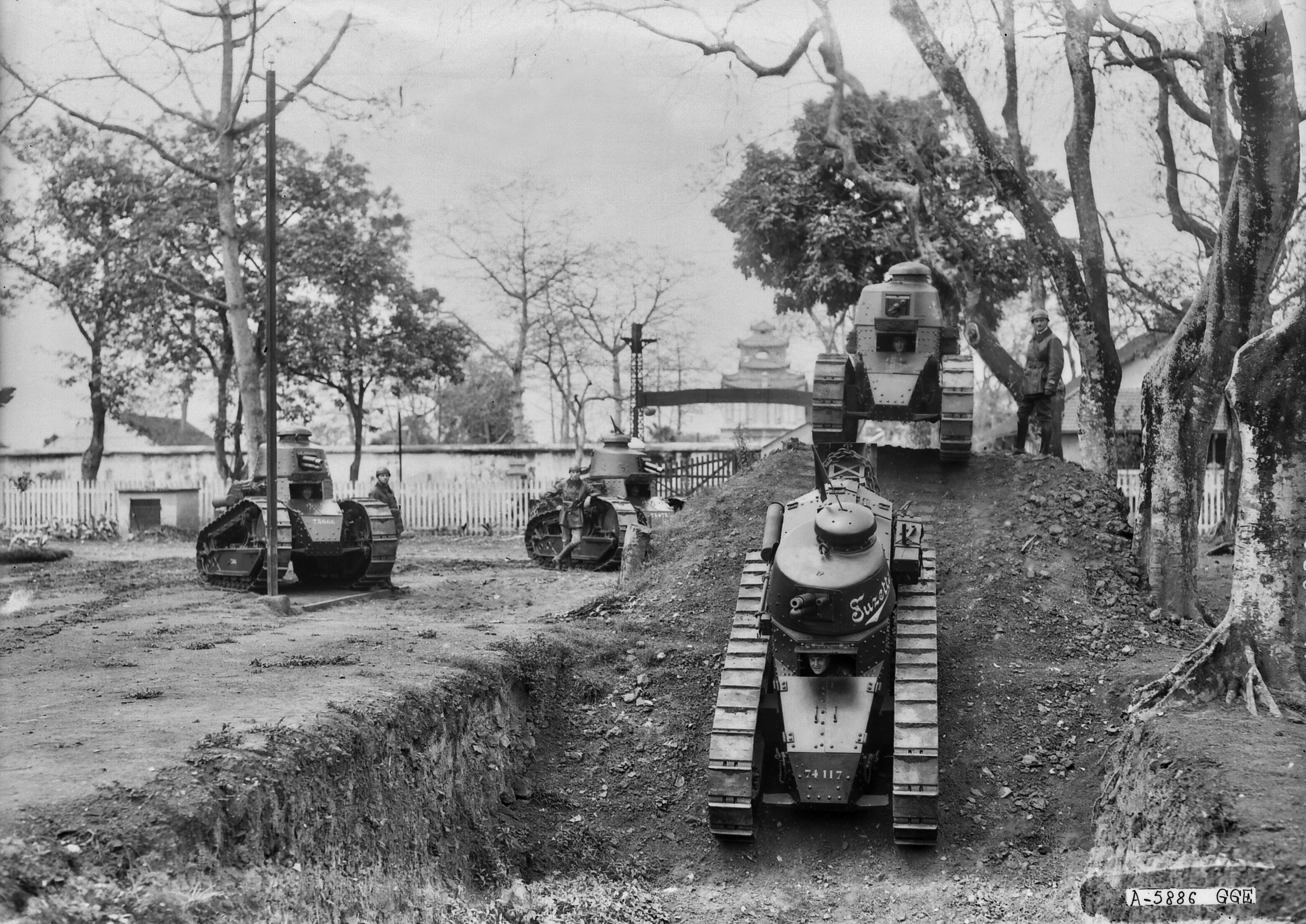
Chars Renault FT de la section de chars légers du 4e RAC, à Hanoï dans les années 1920
Défilé de l'artillerie à Hanoï le 5 novembre 1930.

### La Seconde Guerre mondiale
Le 2e Groupe d'artillerie du 4e régiment d'artillerie coloniale participe à la défense du Lang Son contre les Japonais jusqu'au 25 septembre 1940.
Il participe avec le 1er, 4e, 7e groupe puis la 4e batterie du 2e groupe aux opérations contre la Thaïlande jusqu'au 28 janvier 1941.
Entièrement ou presque détruit lors du coup de force de l'Armée japonaise 9 et 10 mars 1945.

### L'après Seconde Guerre mondiale
Le 2e bataillon du 4e régiment d’artillerie coloniale, au Tonkin, en janvier 1953.
Le 2/4e RAC est aérotransporté à Diên Biên Phu en décembre 1953.
Le 31 mai 1955 dissolution.
Le 1er septembre 1956 recréation par changement du 205eB.I. devient 1er groupe du 4eR.A.C.
Le 1er décembre 1958 il redevient 4e régiment d'artillerie de marine.
Le 31 décembre 1962 dissolution du 4e R.A.Ma.

## Etendard du régiment
Il porte, cousues en lettres d'or dans ses plis, les inscriptions :

## Personnalités ayant servi au4eR.A.C
- Émile Lemonnier (1893-1945) ;
- Moïse Priez (1912-1970), Compagnon de la Libération ;
- Paul Brunbrouck (1926-1954), lieutenant tué à Diên Biên Phu.